# Castleberry
Castleberry es un pueblo ubicado en el condado de Conecuh en el estado estadounidense de Alabama. En el censo de 2000, su población era de 590. 

## Demografía
En el 2000 la renta per cápita promedia del hogar era de $ 21.204$, y el ingreso promedio para una familia era de 30.000$. El ingreso per cápita para la localidad era de 13.154$. Los hombres tenían un ingreso per cápita de 27.386$ contra 17.143$ para las mujeres.

## Geografía
Castleberry está situado en 31°17′52″N 87°1′30″O / 31.29778, -87.02500 (31.297899, -87.025027).
Según la Oficina del Censo de los EE. UU., la ciudad tiene un área total de 1.73 millas cuadradas (4.49 km ²).